# Palakék sármány
A palakék sármány (Emberiza siemsseni) a madarak osztályának a verébalakúak (Passeriformes) rendjéhez, ezen belül a sármányfélék (Emberizidae) családjához tartozó faj.
Egyes rendszerbesorolások a Latoucheornis nem egyetlen fajának sorolják be Latoucheornis siemsseni néven.

## Előfordulása
Kína területén honos.